# Gerhard Lenski
Gerhard Emmanuel Lenski (ur. 13 sierpnia 1924 w Waszyngtonie, zm. 7 grudnia 2015) – amerykański socjolog, profesor Uniwersytetu Karoliny Północnej w Chapel Hill.

## Publikacje i koncepcje
Mimo że Lenski ma na swoim koncie opracowania z zakresu socjologii religii i nierówności społecznej, znany jest przede wszystkim ze swojej ekologiczno-ewolucyjnej teorii społeczeństwa (związanej z ewolucją kulturową).
Lenski od początku swojej działalności naukowej zarzucał socjologii amerykańskiej koncentrowanie się na niewielkich strukturach i psychologicznych aspektach uspołecznienia. Jak twierdził, socjologia w latach 70. XX wieku skupiła się na społeczeństwach zachodnich pomijając szerszy kontekst historyczny i kulturowy, w jakim Zachód się rozwijał. Zdaniem Lenskiego skutkiem tego zaniechano identyfikacji najistotniejszych praw rządzących dynamiką społeczną. Nie ustalono wzorców transformacji ani kierunków zmian współczesnych społeczeństw zachodnich (na przykład poprzez porównanie go z rozwojem innych społeczeństw czy wyabstrahowanie go z obszernego zbioru faktów).
W swoich książkach Power and Privilege (Władza i przywileje 1966) oraz Human Societies. An Introduction to Macrosociology (Społeczeństwa ludzi. Wprowadzenie do makrosocjologii 1974) Lenski rozwinął dalej koncepcje Leslie White’a (którego jest uczniem) i Lewisa Henry Morgana. Lenski przedstawił teorię ekologiczno-ewolucyjną, która powinna według niego zajmować się szukaniem zjawisk w życiu społeczeństw podobnie jak teoria ewolucyjna w biologii poszukuje podstawowych, długotrwałych i adaptacyjnych zmian organizmów. Z ekologicznym podejściem biologii teorię Lenskiego łączy skupienie się na zależnościach między populacjami oraz ich współzależności od środowiska. Definiując społeczeństwo Lenski rozszerza definicje społeczeństwa w zasadzie na całe królestwo zwierząt – uważa, że człowiek, mimo wszystkiego co odróżnia go od innych żyjących istot, nadal jest częścią natury i nosi wyraźne ślady swojej ewolucyjnej przeszłości. Kondycje człowieka określają podstawowe potrzeby biologiczne, motywacja do ich zaspokajania, skłonność do tworzenia kultury i włączania się w systemy społeczno-kulturowe oraz adaptacja przez tworzenie społecznych form organizacji. Podobnie jak Leslie White Lenski uważa, że postęp technologiczny jest najważniejszym czynnikiem w ewolucji (zmian) społeczeństwa i kultury. Podobne jest także jego spojrzenie na współzależności wewnątrz danego systemu społecznego (najważniejszym podsystemem pozostaje technologia, która określa ekonomię, wartości, politykę oraz dystrybucję). Jednak w przeciwieństwie do White’a, który zdefiniował technologię jako zdolność tworzenia i wykorzystywania energii, Lenski skupił się na informacji – na jej ilości i zużyciu. Czym więcej informacji i wiedzy ma dane społeczeństwo, szczególnie tam gdzie informacja i wiedza pozwala ludziom na kształtowanie ich środowiska naturalnego i społecznego, tym bardziej jest zaawansowane. Lenski rozumienie więc proces ewolucyjny przede wszystkim jako ekspansję informacji a technologię definiuje jako informacje, techniki oraz narzędzia, z pomocą których człowiek wykorzystuje zasoby naturalne swojego środowiska zaspokajając swoje potrzeby i żądania. To co Lenskiego odróżnia od White to także to, że poszedł on dalej w swych spostrzeżeniach co do probabilistycznego charakteru determinacji rozwoju społeczeństwa przez technologię (przez co uniknął ślepej uliczki uniwersalizmu społecznego). Możliwe są więc sprzężenia zwrotne pomiędzy komponentami systemu społecznego i technologią – choć technologia najczęściej determinuje świat symboli, wartości, idei i struktury społeczne to w określonych, lokalnych warunkach ekologicznych, kierunek ten może się odwrócić.
Emancypacja świata ludzi z królestwa zwierząt następowała, zdaniem Lenskiego, stopniowo, poprzez uczenie się i dzielenie się informacją. Lenski wyróżnił cztery fazy rozwoju ludzkiego opierając się na postępie komunikacji, jaki nastąpił na przestrzeni dziejów. Na pierwszym etapie informacja była przekazywana poprzez geny. Wraz z rozwojem wrażliwości na bodźce zmysłowe, ludzie nabrali zdolności przekazywania informacji poprzez osobiste doświadczenia. W trzecim etapie ludzie rozpoczęli posługiwać się znakami i rozwinęli zdolność logicznego myślenia. W końcu stworzyli symbole i zaczęli posługiwać się językiem i pismem.
Ostatecznie współczesne systemy informacyjne są dla Lenskiego funkcjonalnym analogiem systemów genetycznych. Postęp w technice komunikacji przekłada się na postęp w systemie ekonomicznym, politycznym, dystrybucji dóbr, społecznej nierówności i innych obszarach życia społecznego. Możliwe, jak pisze Lenski, że z czasem przyrost informacji pozwoli nawet na w pełni świadomą kontrolę procesu ewolucji biologicznej – będzie to stanowiło jej swoiste ukoronowanie.
Lenski dzieli społeczeństwa zależnie od ich poziomu rozwoju technologii, komunikacji i ekonomii na: społeczeństwa łowców i zbieraczy, społeczeństwa parające się prostym rolnictwem lub ogrodnictwem (bez użycia pługa), zaawansowane społeczeństwa rolnicze, społeczeństwa przemysłowe i społeczeństwa szczególne, na przykład społeczności rybaków lub społeczności związane z morzem.
Kluczową rolę w myśli Lenskiego odgrywa związek pomiędzy populacją i produkcją. Zdolność ludzi do reprodukcji przewyższa zasoby dostępne w środowisku. Dlatego, jak konkluduje Lenski, liczebność populacji ludzi jest ograniczona przez swoją zdolność do produkcji żywności. Możliwości wzrostu ludzkich populacji, według Lenskiego, były na przestrzeni dziejów, i są, poważnie destabilizującą siłą i mogą być ostatecznie powodem większości zmian w społeczeństwie i kulturze.
Teoria całościowych zmian zachodzących w społeczeństwach na świecie poparta została ogromną ilością danych na temat właściwości kulturowych, rozwoju technologicznego oraz postępu adaptacyjnego różnych społeczeństw. Przytaczając dane empiryczne, często o charakterze ilościowym, Lenski pokazał, iż w trendach makrosocjologicznych można odnaleźć wyraźne prawidłowości (choć być może nie są one absolutne czy uniwersalne).
Lenski zwrócił też uwagę na procesy informacyjne, które określają los poszczególnych jednostek kulturowych i instytucjonalnych w ramach danych systemów społecznych. Procesy te nazwał selekcją intraspołeczną (w odróżnieniu od selekcji interspołecznej, która następuje w wyniku różnicy w stadiach rozwoju poszczególnych społeczeństw). Problematyka ta podejmowana jest współcześnie przez antropologów ewolucyjno-poznawczych. Opierają się oni bardziej na darwinowskim niż spencerowskim rozumieniu ewolucji. Procesy poznawcze traktowane są przez nich jako epifenomeny procesu ewolucji. Są instrumentalne dla nadrzędnego celu, którym jest adaptacja do otoczenia naturalnego. Prowadzi to z kolei do powstania specyficznych mechanizmów przyjmowania i odrzucania różnych jednostek informacji. Znany z takiego podejścia jest amerykański antropolog Dan Sperber – autor koncepcji epidemiologii reprezentacji.

## Krytyka
Teoria Lenskiego budzi podobne zastrzeżenia co koncepcja White’a. Choć Lenski podobnie jak White powstrzymuje się od wartościowania to teoria jego milcząco zakłada generalny trend rozwoju, w którym społeczeństwo Zachodu uzyskuje uprzywilejowaną pozycję jako społeczeństwo najbardziej zaawansowane technologiczne i informacyjnie.
Wątpliwości budzi też wiara w adaptacyjność zmian społecznych kierowanych przez wrodzoną człowiekowi skłonność do maksymalizowania efektywności ekonomicznej przy zaspokajaniu swoich potrzeb. Zachowania ludzi być może nie zawsze są, w kontekście adapcyjności do środowiska, racjonalne jak założył to Lenski.

## Wybrane publikacje
- Power and privilege. A theory of social stratification (1966)
- Human societes. An introduction to macrosociology (1974)
- The religious factor. A sociological study of religion’s impact on politics, economics, and family life (1977)
- Ecological-Evolutionary Theory. Principles and Applications (2005)